# Pandora’s Box (zespół muzyczny)
Pandora’s Box – żeńska rockowa grupa muzyczna założona w drugiej połowie lat 80. przez Jima Steinmana.
Grupa nagrała jedną płytę, czyli „Original Sin”, którą wydano w 1989.
Jim Steinman powiedział, że mit o „puszce Pandory” jest jednym z jego ulubionym.

## Skład zespołu
- Elaine Caswell
- Ellen Foley
- Gina Taylor
- Deliria Wilde

Ellen Folley współpracowała ze Steinmanem przy okazji nagrywania albumu Meat Loafa „Bat Out Of Hell” w 1977 roku. Elaine Caswell współpracowała ze Steinmanem przy różnych projektach muzycznych np. w grupie The Dream Engine.